# Flèche (Fechten)

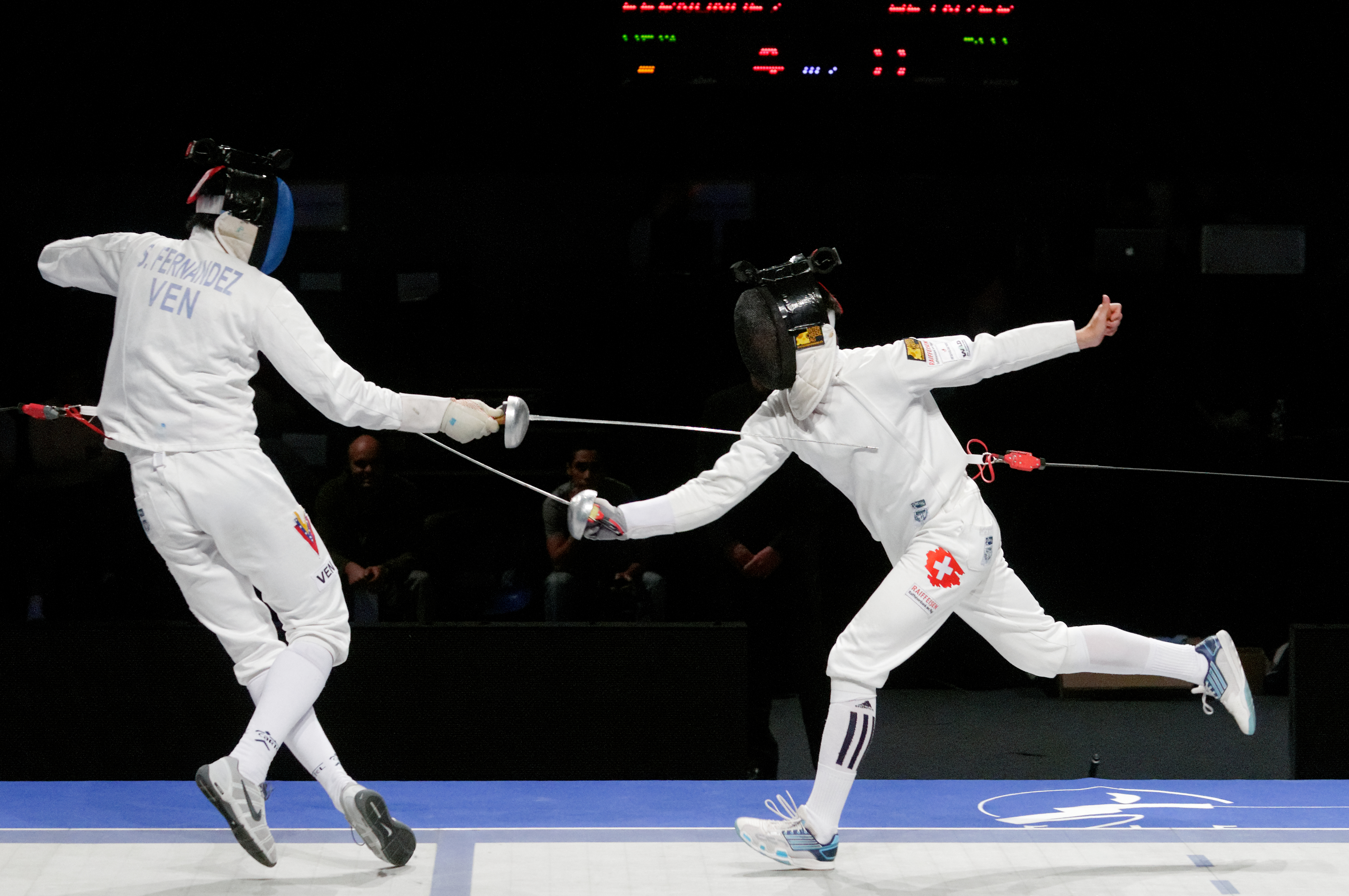
Max Heinzer (rechts) gegen Silvio Fernández (links)

Ein Flèche (frz.: „Pfeil“) ist ein besonders schnell vorgetragener Angriff beim Sportfechten, bei dem sich der Angreifende mit gestreckt gehaltenem Arm blitzartig nach vorne wirft. Er kann auch als Sturzangriff bzw. Laufangriff bezeichnet werden. Der Vorgang des Abstoßens erfolgt beim Flèche mit dem vorderen Bein als Standbein, worauf das Gewicht nach vorne verlagert wird. Dadurch kann zunächst der Eindruck des Sich-Fallen-Lassens entstehen. Diese Bewegung wird jedoch durch das ebenfalls nach vorne geschwungene Bein (Schwungbein) aufgefangen, was zu einem durch die Schwerkraft unterstützten sehr schnellen, ersten Schritt führt. Diesem ersten Schritt folgt u. U. ein kurzer Sprint von wenigen Schritten, bis der Gegner in Reichweite der Waffe ist. Der Flèche zeichnet sich besonders durch seinen explosive sprungartige Bewegung aus, welche leicht mit einer Art Laufbewegung verwechselt werden kann.
Im Säbelfechten ist das Setzen des hinteren Fußes vor den vorderen verboten und damit der klassische Flèche-Angriff nicht erlaubt.